# London Gatwick Airport
Luchthaven Londen Gatwick (Engels: London Gatwick Airport), (IATA: LGW, ICAO: EGKK) is de op een na drukste luchthaven van Londen. Het was de drukste luchthaven ter wereld met één start- en landingsbaan totdat deze in 2016 werd ingehaald door Mumbai's Chhatrapati Shivaji International Airport.

## Activiteiten
Meer dan 90 luchtvaartmaatschappijen vliegen op ongeveer 200 bestemmingen. De luchthaven is een hub van British Airways en opereert als basis voor easyJet.
De luchthaven telt twee terminals, North terminal en South terminal. Deze laatste werd in 1958 geopend en de North terminal volgde precies 30 jaar later. De South terminal heeft een vloeroppervlakte van 160.000 m² en de North terminal van 98.000 m². De terminals liggen 1,2 kilometer van elkaar en zijn verbonden door een people mover.
De populariteit van Gatwick is tevens het grootste probleem. Gatwick stond bekend als het slechtste vliegveld in het Verenigd Koninkrijk als het gaat om vertragingen, met een gemiddelde van 46 minuten. Nu er meer dan 40 miljoen passagiers per jaar zijn en er maar één bruikbare startbaan is, is er op de luchthaven behoefte aan meer capaciteit. Er zijn wel twee evenwijdige startbanen, maar die liggen te dicht bij elkaar om gelijktijdig bruikbaar te zijn. Uitbreiding met een startbaan is lastig gezien onder andere milieuregels.
In 2019 maakten 46,6 miljoen passagiers gebruik van de luchthaven. Tijdens de coronapandemie zakten de passagiersaantallen fors in en in 2022 was het passagiersvolume hersteld naar 32,8 miljoen. Voor deze passagiers en vracht waren er 215.000 vliegtuigbewegingen in 2022. easyJet vervoerde de meeste passagiers, ongeveer de helft van het totaal.
Hoewel Gatwick 45 kilometer ten zuiden van Londen ligt, is de binnenstad makkelijk te bereiken dankzij de snelle treinverbinding en goede wegverbindingen (M23). Iedere drie minuten vertrekt een trein (o.a. de Gatwick Express vanaf Station Gatwick Airport) richting Londen en de reisduur is een halfuur. Verder rijden er verschillende bussen vanaf de North Terminal Bus Station en South Terminal Bus Station.

### Statistieken
In het eerste volledige jaar maakten 368.000 passagiers gebruik van de luchthaven. Het jaar erop was dit gestegen naar 470.000 en begin jaren 60 was dit verder toegenomen naar 1 miljoen passagiers. Het vrachtvolume is beperkt.
| Jaar | Aantal passagiers (×miljoen) | Vliegtuig- bewegingen (×1000) | Vracht (×1000 ton) |
| ---- | ---------------------------- | ----------------------------- | ------------------ |
| 2000 | 32,1                         | 261                           | 319                |
| 2001 | 31,2                         | 253                           | 280                |
| 2002 | 29,6                         | 242                           | 243                |
| 2003 | 30,0                         | 243                           | 223                |
| 2004 | 31,5                         | 251                           | 218                |
| 2005 | 32,8                         | 261                           | 223                |
| 2006 | 34,2                         | 263                           | 212                |
| 2007 | 35,2                         | 267                           | 171                |
| 2008 | 34,2                         | 264                           | 108                |
| 2009 | 32,4                         | 252                           | 75                 |
| 2010 | 31,4                         | 241                           | 104                |
| 2011 | 33,7                         | 251                           | 88                 |
| 2012 | 34,2                         | 247                           | 98                 |
| 2013 | 35,4                         | 251                           | 97                 |
| 2014 | 38,1                         | 260                           | 89                 |
| 2015 | 40,3                         | 268                           | 73                 |
| 2016 | 43,1                         | 281                           | 80                 |
| 2017 | 45,5                         | 286                           | 97                 |
| 2018 | 46,1                         | 284                           | 113                |
| 2019 | 46,6                         | 283                           | 110                |
| 2020 | 10,2                         | 79                            | 26                 |
| 2021 | 6,3                          | 52                            | 12                 |
| 2022 | 32,8                         | 218                           |                    |

## Eigenaren
In 2009 verkocht luchthavenbeheerder British Airport Authority (BAA) voor 1,5 miljard pond sterling Gatwick aan een consortium onder leiding van Global Infrastructure Partners (GIP). GIP is al eigenaar van London City Airport. BAA was zelf in handen gekomen van het Spaanse bedrijf Grupo Ferrovial en de toezichthouder stemde alleen hiermee in als Gatwick, en enkele andere luchthavens in het land, verkocht zouden worden.
In mei 2019 kocht VINCI een aandelenbelang van 50,01% in de beheerder van de Gatwick. De verkopende partij is Global Infrastructure Partners (GIP) die voor dit pakket US$ 3,7 miljard heeft ontvangen. GIP behoudt een belang van 49,99% en blijft de beheerder van de luchthaven.

## Geschiedenis
Op deze locatie begon in 1930 de Surrey Aero Club, een kleine verzameling vliegtuig liefhebbers. Vier jaar later werd de bestemming gewijzigd en werd het een luchthaven met Parijs als een van de bestemmingen. Deze stap werd gezet om Croydon Airport te ontlasten. Tussen 1939 en 1946 kreeg het vliegveld een militaire bestemming en werd gebruikt door de Royal Air Force. Direct na de oorlog werd het voornamelijk gebruikt voor charter- en vrachtvluchten.
In 1950 werd het vliegveld aangewezen als tweede luchthaven van Londen. De luchthaven moest flink worden opgeknapt en in 1958 werd de eerste terminal officieel geopend door koningin Elizabeth II. In 1963 viel het besluit alle chartervluchten van Heathrow naar Gatwick te verhuizen. In 1964 werd de start- en landingsbaan verlengd naar 2500 meter en een jaar later telde de terminal drie pieren van elk zo'n 300 meter lang en een vloeroppervlak van 9300 m².
In 1983 begonnen de werkzaamheden aan de North terminal en na vijf jaar werken werd de terminal in gebruik genomen. Vanaf 1985 heeft de Concorde gebruik gemaakt van Gatwick. In 1999 begon easyJet met vluchten van en naar de luchthaven. In 2009 werd de luchthavenbeheerder BAA gedwongen de luchthaven te verkopen aan Global Infrastructure Partners (GIP). In mei 2019 werd VINCI deeleigenaar.